# My Babysitter's a Vampire (série de televisão)
My Babysitter's a Vampire (Minha Babá é uma Vampira (título no Brasil) ou A Minha Babysitter é um Vampiro (título em Portugal)) é uma série canadense de comédia de situação e de ação de live-action. É estrelada por Matthew Knight, Vanessa Morgan, Atticus Dean Mitchell, Kate Todd e Cameron Kennedy. A série começou a ser produzida em 2010, dando sequência ao filme de mesmo título e estreou no Disney Channel dia 14 de março de 2011. Em Portugal, a série estreou em 19 de outubro de 2011. No Brasil, a série estreou no Disney XD em 19 de novembro de 2011, e posteriormente na Globo, dentro da TV Globinho, no dia 4 de janeiro de 2014.

## Enredo
(contém spoilers)
A série parte de onde o filme Minha Babá é uma Vampira terminou, seguindo a história de um grupo de adolescentes com poderes sobrenaturais que vivem numa cidade amaldiçoada. Sarah (Vanessa Morgan) é uma vampira, Benny (Atticus Dean Mitchell) é um feiticeiro e Ethan (Matthew Knight) é um vidente, capaz de ter visões quando toca em algo ou alguém que tenha uma energia sobrenatural (as visões às vezes são do futuro, do passado, e até mesmo do presente). Junto a eles estão seus amigos vampiros, Rory (Cameron Kennedy) e Erica (Kate Todd).
Sarah nunca quis ser vampira, ela foi mordida pelo seu ex-namorado, Jesse (Joe Dinicol), se tornando então uma novata. Quando ela já estava se acostumando a ser metade humana e metade vampira, e ainda com esperanças de encontrar uma cura e voltar ao normal, Jesse retorna à Whitechapel no último episódio da 1ª temporada, e sabendo que Sarah não queria se juntar a ele, Jesse mordeu Ethan, dando à Sarah duas alternativas: ou ela se tornava uma vampira, ou então Ethan morria. Assim, Sarah mordeu Ethan para tirar o veneno, tornando-se então uma vampira completa e salvando a vida de Ethan. Transtornada e angustiada, Sarah vai embora da cidade com Erica, porém retorna 6 meses depois, no primeiro episódio da 2ª temporada.

## Elenco

### Personagens Principais
- Matthew Knight como Ethan Morgan (vidente; estudante da Whitechapel High School e amigo de Benny, Sarah, Rory e Erica)
- Vanessa Morgan como Sarah Fox (vampira; estudante da Whitechapel High School e amiga de Erica, Ethan, Benny e Rory)
- Atticus Dean Mitchell como Benny Weir (feiticeiro; estudante da Whitechapel High School e amigo de Ethan, Sarah, Rory e Erica)
- Cameron Kennedy como Rory Keaner (vampiro; estudante da Whitechapel High School e amigo de Ethan, Benny, Erica e Sarah)
- Kate Todd como Erica Jones (vampira; estudante da Whitechapel High School e amiga de Sarah, Rory, Benny e Ethan)

### Personagens Secundários
- Ari Cohen como Ross Morgan (pai de Ethan)
- Laura de Carteret como Samantha Morgan (mãe de Ethan)
- Ella Jonas Farlinger como Jane Morgan (irmã de Ethan)
- Joan Gregson como Vovó Evelyn Weir (sacerdotisa da Terra; avó de Benny)
- Joe Dinicol como Jesse (vampiro; ex-namorado de Sarah e Erica)
- Hrant Alianak como Diretor Hicks (diretor da Whitechapel High School)
- Richard Waugh como Vice-Diretor Stern (mago; vice-diretor da Whitechapel High School a partir da 2ª temporada)
- Addison Holley como Anastasia (vampira; membro do Conselho de Vampiros)
- Ryan Blakely como ''Sr. G'' (funcionário de múltiplas funções da Whitechapel High School)
- Rebecca Dalton como Della (estudante da Whitechapel High School e antigo interesse amoroso de Benny)
- Eva Redpath como Mãe de Della (moradora de Whitechapel; amiga de Samantha e Ross)
- Jesse Bond como Pai de Della (morador de Whitechapel; amigo de Ross e Samantha)
- Richard Cazeau como Repórter (repórter de Whitechapel)
- Puffles (cachorro falecido de Della que foi ressuscitado por Benny e possuído por demônios)
- Tibérius (tartaruga falecida de Ethan que foi ressuscitada por Benny e possuída por demônios)
- Leah Cudmore / Susan Robertson como Stephanie (bruxa; ex-líder de torcida; funcionária da Whitechapel High School e ex-amiga de Evelyn)
- Michelle McCormick como Líder de Torcida (estudante e líder de torcida da Whitechapel High School; ex-amiga de Stephanie)
- Holly Parenti como Líder de Torcida (estudante e líder de torcida da Whitechapel High School; ex-amiga de Stephanie)
- Holly Dennison como Senhora da Cantina (funcionária da Whitechapel High School)
- Atticus Dean Mitchell como Beth (disfarce de Benny)
- Matthew Knight como Verônica (disfarce de Ethan)
- Clé Bennett como Treinador Ed (fantasma; antigo treinador do ginásio da Whitechapel High School)
- William Greenblatt como Kurt ''Quebrador'' Lockner (estudante e lutador da Whitechapel High School que é mordido por Erica)
- Jake Epstein como David Stachowski (lobisomem; estudante e jogador da Whitechapel High School; antigo interesse amoroso de Erica)
- Melanie Tonello como Garota Bonita (estudante da Whitechapel High School que dispensou Benny)
- Katherine East como Treinadora (treinadora da Whitechapel High School)
- Laurie Ma como Jogadora de Futebol (Jen)
- Sabryn Rocha como Jogador de Futebol (estudante e jogador da Whitechapel High School)
- Kristen Adams como Annie Vee (enfermeira vampira)
- Amy Lalonde como Enfermeira mais Velha (vampira)
- Thomas Mitchell como Doug Falconhawk (caçador de vampiros)
- Matthew Knight como Greg, o mecânico lobisomem (disfarce de Ethan)
- Vanessa Morgan como Bonnie, a princesa vampira (disfarce de Sarah)
- Atticus Dean Mitchell como Dentstorm, o vampiro (disfarce de Benny)
- Georgina Reilly como Debbie Divina (boneca de Jane)
- Kiana Madeira como Hannah Price (estudante, chefe e fotógrafa do comitê do anuário da Whitechapel High School; amiga e antigo interesse amoroso de Ethan)
- Kiana Madeira como Hannah Malvada (clone malvado de Hannah Price)
- Atticus Dean Mitchell como Benny Malvado (clone malvado de Benny Weir)
- Laurie Ma como Jen (estudante e membro do clube de artes marciais da Whitechapel High School que se interessou por Benny e Ethan quando estava sob o efeito da poção)
- Kaitlin Howell como Rachel (estudante e membro do clube de artes marciais da Whitechapel High School que se interessou por Ethan e Benny quando estava sob o efeito da poção)
- Megan Hutchings como Brie (estudante e membro do clube de artes marciais da Whitechapel High School que se interessou por Benny e Ethan quando estava sob o efeito da poção)
- Amanda Parsons como Srta. Fine (professora da Whitechapel High School que se interessou por Benny quando estava sob o efeito da poção)
- Stephan James como Jock (estudante e jogador da Whitechapel High School)
- Clara Pasieka como Garota ZyPod (estudante da Whitechapel High School que é afetada pelas ervas daninhas da árvore mais antiga de Whitechapel)
- Scott McCulloch como Sr. Collingwood (professor da Whitechapel High School)
- Albert Howell como Sr. Toffey (professor da Whitechapel High School)
- Rhys Ward como Garoto Bonito (antigo interesse amoroso de Sarah)
- Tommie-Amber Pirie como Funcionária (funcionária da loja de café ''Lotta Latte'')
- Chris Locke como Entregador (cara da entrega)
- Paul Wainwright como Repórter (repórter de Whitechapel)
- Mike Kiss como Empregado (funcionário do McFingers)
- Grant Boyle como Entregador de Pizza (morador de Whitechapel que é mordido por Jesse)
- Dirk Baddison como Ele Mesmo (estrela do filme ''Penumbra'' e namorado de Erica durante o primeiro episódio da 2ª temporada)
- Shiva Negar como Lúcia (rainha do céu maia)
- Darryl Hinds como Vance Munce (jornalista de Whitechapel)
- Timber Masterson como Jacob (fantasma; mecânico vampiro que tem um desejo de vingança contra a família Bruner)
- Scott Beaudin como Malcolm Bruner (descendente de Manfred Bruner)
- Brodie Sanderson como Derek Malvern (estudante e jogador da Whitechapel High School; descendente de Manfred Bruner)
- Trevor Coll como Richard Bruner (descendente de Manfred Bruner)
- Marshall Williams como Tad (amigo de Heather)
- Megan Anderson como Heather (amiga de Tad que é morta por um jacaré mutante)
- Cassandra Croppo como Kate (segunda vítima dos jacarés mutantes que é brutalmente assassinada por um deles no banheiro)
- Norma Dell'Agnese como Sra. Oppenheimer (professora da Whitechapel High School)
- Megan Rossi como Olivia Frye (fantasma; estudante da Whitechapel High School e protagonista da peça de teatro "The Rainbow Factory" em 1987)
- Bindi Irwin como Sunday Clovers (ex-protagonista da peça de teatro "The Rainbow Factory")
- Teresa Pavlinek como Sra. LOL (professora de teatro de Whitechapel)
- Niamh Wilson como Val Mudrap (garota demoníaca)
- Stephanie Belding como Sra. Turner (amiga de Samantha; mãe de Kirk e Dirk Turner)
- Gavin Lanteigne como Dirk Turner (amigo de Jane; irmão de Kirk)
- Brendan Heard como Kirk Turner (amigo de Jane; irmão de Dirk Turner)
- Terrance Balazo como Brad (morador de Whitechapel que foi enfeitiçado ao comer um dos moleos de Val Mudrap)
- Jesse Rath como Hottie Ho-Tep (príncipe egípcio)
- RJ Skinner como Guarda Egípcio (guarda do faraó)
- Farid Yazdani como Guarda Egípcio (guarda do faraó)
- Sr. Bichano (gato falecido de Rory)
- James Collins como Cyberdontist (personagem de um filme que Benny tem medo)
- Vanessa Morgan como Sarah Malvada (versão malvada de Sarah)
- Figura Encapuzada (Stern disfarçado)
- Kendra Timmins como Serena (sirena)
- Marsha Mason como Vivian Keaner (mãe de Rory)
- Alex Wall como Marty (estudante da Whitechapel High School que foi enfeitiçado por Serena)
- Duncan McLeod como Boltz (monstro ''Frankenstein'' feito por Steiner)
- Scott Yaphe como Sr. Steiner (ex-treinador de hóquei de Whitechapel e criador do monstro Boltz)
- Boyd Banks como Iggy (velho contratado por Steiner para roubar as melhores partes dos astros do hóquei que morreram em Whitechapel)
- Brett Houghton como Dr. When (convidado da festa nerd de halloween de Ethan que foi transformado na versão real de sua fantasia pela máscara que Rory havia colocado)
- Olivia Saychuk como Balladress (convidada da festa nerd de halloween de Ethan que foi transformada na versão real de sua fantasia pela máscara que Rory havia colocado)
- Riley Meekin como Insânico, o supercomputador maluco (convidado da festa nerd de halloween de Ethan que foi transformado na versão real de sua fantasia pela máscara que Rory havia colocado)
- Marcia Diamond como Sra. Green (moradora de Whitechapel que deu doces para Jane e Benny)
- Vanessa Muff como Ginasta (convidada da festa nerd de halloween de Ethan que foi transformada na versão real de sua fantasia pela máscara que Rory havia colocado)
- Matthew Knight como Jakeward (Ethan transformado na versão real de sua fantasia pela máscara que Rory havia colocado)
- Vanessa Morgan como Rochelle (Sarah transformada na versão real de sua fantasia pela máscara que Rory havia colocado)
- Atticus Dean Mitchell como EL MERLO LOCO (Benny transformado na versão real de sua fantasia pela máscara que Rory havia colocado)
- Kate Todd como Erica Mais Velha (Erica transformada na versão real de sua fantasia pela máscara que Rory havia colocado)
- Cameron Kennedy como Rory Possuído (Rory possuído pelo espírito do xamã)
- Ella Jonas Farlinger como Gata (Jane transformada na versão real de sua fantasia pela máscara que Rory havia colocado)
- Laura de Carteret como Bruxa (Samantha transformada na versão real de sua fantasia pela máscara que Rory havia colocado)
- Hamster de Jane (hamster de Jane que foi mencionado e provavelmente devorado por ela enquanto Jane ainda era uma gata)

## Episódios
- A série teria uma terceira temporada porém foi descartada devido á baixas audiências e pouco rendimento. A FreshTV (empresa produtora da série) também disse que os atores estavam ficando velhos e sairiam do contexto da série. A FreshTV ainda disse sobre uma possibilidade de filme novo para esclarecer a história, esse filme seria gravado no primeiro semestre de 2014, porém nunca ocorreu.

| Temporada | Temporada | Episódios | Transmissão original                          | Transmissão EUA                             | Transmissão Portugal                           |
| --------- | --------- | --------- | --------------------------------------------- | ------------------------------------------- | ---------------------------------------------- |
|           | 1         | 13        | 14 de Março de 2011 - 5 de Abril de 2011      | 27 de Junho de 2011 - 19 de Julho de 2011   | 19 de Outubro de 2011 - 31 de Outubro de 2011  |
|           | 2         | 13        | 6 de Setembro de 2012 - 6 de Dezembro de 2012 | 29 de Junho de 2012 - 05 de Outubro de 2012 | 19 de Outubro de 2012 - 02 de Novembro de 2012 |